# Великомостовская (шахта)
Обособленное подразделение «Шахта „Великомостовская“» — угольная шахта во Львовско-Волынском угольном бассейне. Входит в Производственное объединение Государственное предприятие «Львовуголь».

## История
Прежнее название — Великомостовская № 1.
Шахта была пущена в 1958 году с проектной мощностью 450 тыс. тонн в год. Фактическая добыча угля в 1991 году составила 824 тонн в сутки. В 2003 году добыто 206 тысяч тонн угля.
Шахтное поле вскрыто двумя вертикальными стволами глубиной 499 и 473 г. Шахта отрабатывает два пласта — nн, n8. Лавы оснащены комплексами КМ-87 и комбайнами 1ГШ-68. Подготовительные выработки проводятся комбайнами ГПКС.

## Известные сотрудники
- Грибун, Владимир Мефодьевич (1932—2016) — Герой Социалистического Труда.
- Дыминский, Пётр Петрович (род. 1954) — начальник смены, главный инженер, начальник шахты № 10 (1977—1992), украинский предприниматель.
- Кириллов, Николай Харлампович (род. 1932) — Герой Социалистического Труда.
- Олейник, Пётр Михайлович (1957—2011) — горный рабочий, старший инженер шахты № 10, председатель Львовской областной государственной администрации (2005—2008), советник, заместитель Главы Секретариата Президента Украины — Представитель Президента Украины в Верховной Раде Украины (2008—2009).
- Сапин, Михаил Артёмович (род. 1928) — Герой Социалистического Труда.
- Сирота, Григорий Михайлович (род. 1931) — Герой Социалистического Труда.
- Чуркин, Иван Кузьмич (1927 — ?) — Герой Социалистического Труда.

## Адрес
80100, г. Червоноград, Львовская область, Украина.